# Municipio Larráinzar
Koordinaten: 16° 53′ N, 92° 44′ W
Larráinzar ist ein Municipio im Zentrum des mexikanischen Bundesstaats Chiapas. Das Municipio hat etwa 20.000 Einwohner und eine Fläche von 149,3 km². Verwaltungssitz und größter Ort des Municipios isdas t oft auch kurz Larráinzar genannte San Andrés Larráinzar.
Larráinzar hieß früher Istacostoc, ein Wort aus dem Nahuatl, das „weiße Höhle“ bedeutet.

## Geographie
Das Municipio Larráinzar liegt im Zentrum des mexikanischen Bundesstaats Chiapas auf Höhen zwischen 700 m und 2600 m. Es zählt zur Gänze zur physiographischen Provinz der Sierra Madre de Chiapas und liegt gänzlich in der hydrologischen Region Grijalva-Usumacinta. Die Geologie des Municipios wird zu 65 % von Kalkstein bestimmt bei 30 % Sandstein-Lutit und 4 % schluffigem Sandstein; vorherrschende Bodentypen sind Luvisol (64 %), Phaeozem (22 %) und Alisol (13 %). Etwa 65 % der Gemeindefläche sind bewaldet, 34 % werden von Ackerland eingenommen.
Das Municipio Larráinzar grenzt an die Municipios El Bosque, Chalchihuitán, Chenalhó, Aldama, Santiago el Pinar, Chamula, Ixtapa und Bochil.

## Bevölkerung
Beim Zensus 2010 wurden im Municipio 20.349 Menschen in 3.555 Wohneinheiten gezählt. Davon wurden 17.213 Personen als Sprecher einer indigenen Sprache registriert, darunter 15.941 Sprecher des Tzotzil. 26 Prozent der Bevölkerung waren Analphabeten. 5.323 Einwohner wurden als Erwerbspersonen registriert, wovon 81 % Männer bzw. 0,75 % arbeitslos waren. 73 % der Bevölkerung lebten in extremer Armut.

## Orte
Das Municipio Larráinzar umfasst 77 bewohnte localidades, von denen nur der Hauptort vom INEGI als urban klassifiziert ist. Elf Orte wiesen beim Zensus 2010 eine Einwohnerzahl von über 500 auf, 20 Orte hatten weniger als 100 Einwohner. Die größten Orte sind:
| Ort                                | Einwohner |
| Larráinzar (San Andrés Larráinzar) | 2364      |
| Chuchiltón Anexo Potobtic Dos      | 0947      |
| Majoval                            | 0754      |
| San Cristobalito                   | 0640      |
| Jolnachoj                          | 0633      |
| Bayalemo Dos                       | 0630      |